# HD 165524
HD 165524，又名BD+21 3300，SAO 85718、HR 6763，是一颗恒星，视星等为6.15，位于銀經47.92，銀緯19.44，其B1900.0坐标为赤經18h 1m 15.7s，赤緯+21° 19.44′ 18″。